# 陈知非
陈知非（1929年—2020年9月13日），湖南省湘乡市人，出生于上海市，陈赓长子，原航天工业部教授级高级工程师。
1929年出生于上海，母亲是陈赓第一任妻子王根英。曾在华北大学学习，1952年毕业后进入一汽工作，后在航天工业部工作。
2020年9月13日22点52分在北京航天中心医院逝世，享年92岁。